# Heliconia spiralis
Heliconia spiralis är en enhjärtbladig växtart som beskrevs av Abalo och G.Morales. Heliconia spiralis ingår i släktet Heliconia och familjen Heliconiaceae.

## Underarter
Arten delas in i följande underarter:
- H. s. anchicayana
- H. s. spiralis